# Patxi López
Francisco Javier López (Patxi) Álvarez; Portugalete, 4 oktober 1959) is een Spaans politicus van de Baskische socialistische partij PSE-EE. 

## Levensloop
Sinds 2002 is hij Voorzitter van de Partido Socialista de Euskadi-Euskadiko Ezkerra (PSE-EE). Vanaf maart 2009 tot en met 2012 was López lehendakari (president van het Baskenland).
- Gemeinsame Normdatei: 1137396598
- Library of Congress Control Number: n2018000628
- Système universitaire de documentation: 165098937
- Virtual International Authority File: 282357576
- WorldCat: E39PBJptVfyXyMYQXhhkhWmfMP